# Else Frenkel-Brunswik
Else Frenkel-Brunswik, född 18 augusti 1908 i Lemberg, död 31 mars 1958 i Berkeley, Kalifornien, var en polsk-österrikisk psykolog. Hon är bland annat känd för att tillsammans med Theodor Adorno, Daniel Levinson och Nevitt Sanford ha skrivit boken The Authoritarian Personality.

## Biografi
Else Frenkel-Brunswik föddes år 1908 i Lemberg i dåvarande Österrike-Ungern. År 1914 flyttade familjen till Wien där hon så småningom avlade doktorsexamen i psykologi. I sin psykologiska forskning influerades Frenkel-Brunswik av två av dåtidens strömningar: psykoanalys och logisk positivism.
Frenkel-Brunswiks blivande make Karl Brunswik (1903–1955) fick ett forskarstipendium och reste till USA för att verka vid Berkeley, Kalifornien. Efter Anschluss 1938 flyttade även Else till Berkeley och paret gifte sig den 9 juni 1938 i New York. Året därpå publicerade hon Mechanisms of Self-Deception, som förklarar psykoanalysen för en bredare publik; författaren menar att psykoanalysen ska genomsyra alla av vardagslivets områden.
År 1950 publicerade Theodor Adorno, Else Frenkel-Brunswik, Daniel Levinson och Nevitt Sanford The Authoritarian Personality, i vilken författarna lägger ut texten om hur en auktoritär individ formas och vilka parametrar denna uppvisar.
Hennes make Egon hade under en längre tid lidit av svår hypertoni och begick den 7 juli 1955 självmord. Sorgen och saknaden efter maken ledde till att Else den 31 mars 1958 begick självmord genom att ta en överdos barbital.